# تومي ميلس
تومي ميلس (بالإنجليزية: Tommy Mills)‏ هو لاعب كرة قدم أمريكية أمريكي، ولد في 5 أبريل 1883 في بلويت في الولايات المتحدة، وتوفي في 25 فبراير 1944 في نوتر دام دو لاك في الولايات المتحدة بسبب نوبة قلبية.